# Toni Gaspar
Antoni Francesc Gaspar Ramos (Faura, 6 de diciembre de 1973) o Toni Gaspar, es un político socialista valenciano, presidente de la Diputación de Valencia de 2018 a 2023 y alcalde del municipio de Faura (Valencia) de 2003 a 2023. Actualmente diputado por el PSPV las Corts Valencianes donde ejerce de Presidente de la Comisión de Economía, Presupuestos y Hacienda del Parlamento autonómico y portavoz adjunto del grupo socialista.

## Trayectoria profesional y política
Licenciado en Ciencias Económicas y Empresariales por la Universidad de Valencia en 1999, con la especialidad de Economía Pública, se formó también como Operador de transportes en la Conselleria de Transports de la Generalitat Valenciana. Además, ha cursado el Programa de Liderazgo para la gestión Pública de IESE Business School Universidad de Navarra.
Respecto a su trayectoria profesional, ha desempeñado cargos de responsabilidad en diversas empresas, donde ha pasado por los Departamentos de Contabilidad y Administración, entre otros. Actualmente es empleado de caja de ahorros, en situación de excedencia forzosa.
Las elecciones de 2003 suponen el salto a la primera línea de la política municipal al ser investido alcalde de Faura, con casi un 60 % de los votos. Cargo que revalida en 2007, con un 60,43 %; en 2011, con un 60,01 %; y en 2015, con un 63,23 % de los votos.y en 2019 con el 63,32.
En 2011, es elegido, además, diputado provincial por el partido judicial de Sagunto (Valencia), ejerciendo como portavoz del grupo socialista en la Diputación de Valencia hasta su sustitución en 2013. Así mismo, durante el Congreso Provincial de Valencia, en 2012, opta a la Secretaría Provincial del PSPV-PSOE de la Provincia de Valencia, y pierde resultando ganador el que posteriormente se convertiría en ministro José Luis Ábalos.

## Primarias PSPV-PSOE 2014
El 24 de enero de 2014, en el claustro rectoral de la Nau, de la Universidad de Valencia, presentó su candidatura a las elecciones primarias del PSPV-PSOE. Una semana más tarde, registró los primeros 2015 avales de militantes, lo que le convirtió en el primer candidato oficial de las primarias abiertas valencianas. Elecciones primarias que acabaría ganando el candidato Ximo Puig, convertido después de las elecciones autonómicas de 2015 en President de la Generalitat,

## Legislatura 2015-2019 en la Diputación de Valencia
El 14 de julio de 2015 en el Pleno extraordinario constitutivo de la nueva corporación de la Diputación de Valencia, Gaspar revalida su cargo como diputado por el PSPV-PSOE y es designado Vicepresidente segundo de la Diputación y responsable del Área de Hacienda, en la que se incluye la de Asuntos Taurinos.
El 17 de julio de 2018 es elegido presidente de la Diputación de Valencia en sesión plenaria.